# Gottfried Emanuel von Einsiedel

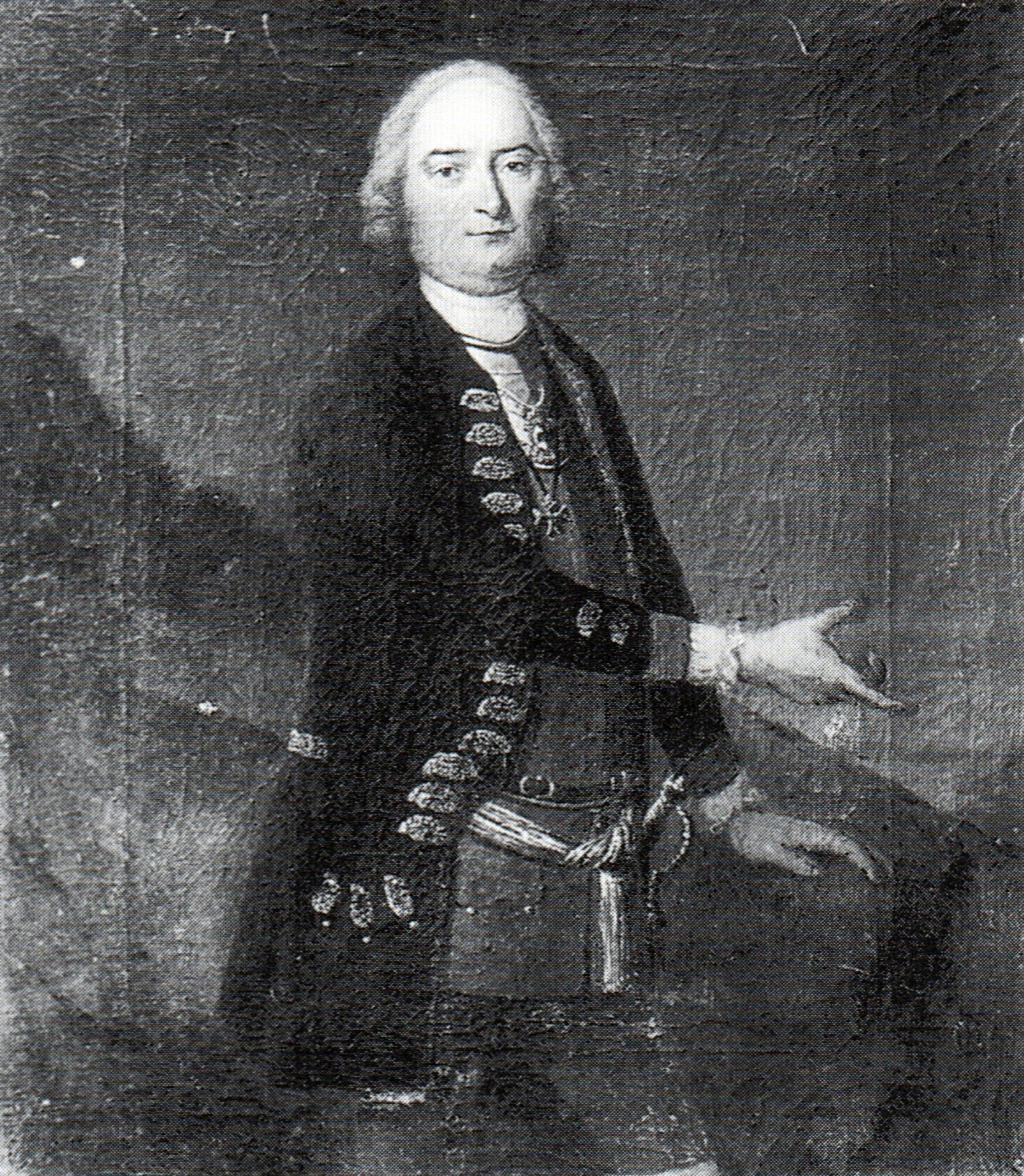
Gottfried Emanuel von Einsiedel

Gottfried Emanuel von Einsiedel (* 14. April 1690 in Vatterode; † 14. Oktober 1745 in Potsdam) war ein königlich-preußischer Generalleutnant und Träger des Schwarzen Adlerordens.
Seine Eltern waren Haubold von Einsiedel und Katharina Maria von Spitznasen. Sein Vater war sächsisch-weißenfelsscher Amtshauptmann in Freiberg.

## Leben
Im Jahre 1707 kam er zu den Langen Kerls in die Leibgarde von Friedrich Wilhelm I. 1715 war er bereits Premierlieutenant und machte den Pommernfeldzug mit. Am 30. April 1723 wurde er Kapitän und Amtsmann von Derenburg im Halberstädtischen. Er stieg schnell bis zum Oberstleutnant auf und war einer der Offiziere, die dem König an seinem Krankenlager Gesellschaft leisten durften. Unter Friedrich II. wurde er 1740 zum Generalmajor ernannt und zum Chef eines Bataillons der Grenadiergarde.
1741 war er im Lager von Genthin mit Leopold von Anhalt-Dessau. 1744 wurde er zum Generalleutnant befördert und bekam im August 1744 den Schwarzen Adlerorden. Nach der Eroberung von Prag wurde er als Kommandant eingesetzt. Bereits am 26. November mussten die Preußen die Stadt verlassen, da die Österreicher die Versorgung unterbrochen hatten. Die schlechte Moral – viele Soldaten waren gepresste Böhmen –, die schlechte Versorgungslage sowie stetige Angriffe österreichischer Streifen führten zu einem katastrophalen Rückmarsch mit vielen Desertionen. Viele Kanonen konnten gar nicht mitgenommen werden, andere wurde auf dem Weg zurückgelassen, sogar die Versorgungswagen (Bagage) gingen verloren. Das nachfolgende Kriegsgericht hat der General aber recht gut überstanden. Er blieb Chef des Regiments, nahm aber am nachfolgenden Feldzug nicht mehr teil.
Er starb in Berlin in seinem Haus und wurde in Wiepersdorf beigesetzt.

## Besitztümer
1712 ging Bärwalde in den Besitz des Grafen Gottfried Emanuel von Einsiedel, und 1734 kaufte er das Ländchen Bärwalde und vereinigte die Dörfer Bärwalde, Weißen, Rinow, Herbersdorf, Kossin, Meinsdorf und Wiepersdorf in einem Gut, das später Wohnsitz von Ludwig Achim und Bettina von Arnim und einer der Mittelpunkte der Romantik in Brandenburg wurde.
Bei König Friedrich Wilhelm stand er in besonderem Ansehen, so schenkte dieser ihm bereits 1721 einen Platz im königlichen Fasanengarten und 1726 das Wartenberg’sche Haus. Er baute dort ein Gasthaus und bekam zudem die Genehmigung zum Brauen von Bier und Herstellen von Branntwein. Sein Nachfolger als Gastwirt wurde der Bildhauer Johann Peter Benkert, der den Gasthof Zum Einsiedler benannte und ein Gasthausschild schuf, das heute im Potsdam-Museum ist. Später entwickelte sich der Gasthof zum angesehenen Hotel Zum Einsiedler, das insbesondere für große Hochzeitsgesellschaften einen Namen hatte. Es wurde im April 1945 völlig zerstört, nur das Gasthausschild Benkerts konnte aus den Trümmern geborgen werden.
Ebenfalls von Friedrich Wilhelm erhielt er 1732 den Burghof in Rinteln und die dazugehörigen vormals mindenschen Lehnstücke. An diesen schien er jedoch kein Interesse gehabt zu haben, denn er ließ sie schon 1735 allodifizieren und verkaufen. Den Burghof veräußerte er 1741 an den kursächsischen Geheimen Rat Johann Andreas von Schellersheim.

## Familie
Er war seit dem 8. Dezember 1721 mit Margarethe Tugendreich von Rochow aus dem Hause Reckahn verheiratet. Sie war die Witwe von Hans Friedrich von Thümen. Zwei Söhne starben jung. Das Paar hatte noch einen weiteren Sohn und zwei Töchter.
- Friedrich Wilhelm (* 8. September 1722; † 16. September 1744) preußischer Hauptmann ⚭ 6. Februar 1742 Eva Luise Eleonore von Schlomach (* 26. September 1726; † 5. November 1813)[6][7] (Die Witwe heiratete 1745 durch Vermittlung des Königs den Oberst Karl Wilhelm von Kleist (1707–1766))[8]
- Sophia Dorothea (* 8. Januar 1729; † 1783)
 ⚭ 1744 Oberstleutnant Karl Wilhelm von Jeetze (* 1. Juli 1710; † 7. Mai 1753)
 ⚭ Rittmeister von Grotthus (geschieden)
- Charlotte Margarete (* 18. August 1730; † 23. Dezember 1808) ⚭ 18. Dezember 1746 GL Ernst Christoph Wilhelm von Bardeleben (* 1724; † 9. April 1784) Sohn von Generalmajor Hans Christoph von Bardeleben
- NN (Charlotte Margarete ?) ⚭ von Bardeleben, Garde-Major